# رتبة (جبر خطي)
رُتْبَة المصفوفة (بالإنجليزية: Rank of the matrix)‏ في الجبر الخطي،هو أكبر عدد من الأعمدة المستقلة خطياً، بحيث عمود المصفوفة A هي تنظيم مستطيل ذو البعد n×1 , كما هو موضح في الصورة أسفله.

أعمدة مصفوفة لها الرتبة 4 (rank = 4) لعدم ارتباط العناصر في كل من الأعمدة خطياً

## التعاريف الرئيسية
تساوي رتبة المصفوفة بُعد الفضاء المتجهي  الذي تولده عائلة الأعمدة الخاصة للمصفوفة. 
بشكل رياضي :
إذا كانت C1,C2,C3,...,Cn هي مجموعة الأعمدة للمصفوفة A، فإن:
rank(A)=dim(span(C1,C2,...,Cn)) 
حيث أن n هو عدد الأعمدة في المصفوفة.
يمكننا أن نستنتج أن رتبة المصفوفة المنقولة  تساوي رتبة المصفوفة لأنها تمثل نفس البُعد ولكن في الفضاء الجزئي المختلف.
بعبارة أخرى :
الفضاء المولد من الأعمدة  للمصفوفة  هو نفسه الفضاء المولد بالصفوف ، لأن أعمدة المصفوفة المنقولة  هي نفسها صفوف المصفوفة .
ولإيجاد المنقولة  للمصفوفة، يتم ببساطة تبديل الصفوف مع الأعمدة.

## التسمية
يمكن أن نرمز لمصفوفة معينة بأي حرف أبجدي كبير A , B أو C ... إلخ أو نسميها بأي اسم.

## أمثلة
المصفوفة:
{\displaystyle {\begin{bmatrix}1&2&1\\-2&-3&1\\3&5&0\end{bmatrix}}}
يوجد هنا رتبة عدد 2: أول صفين مستقلين عامودياً، وبالتالي فإن رتبهما هي 2 على الأقل، وذلك لأن كل الصفوف الثلاثة تعتمد اتجاه عامودي (الأول هو مساوي لمجموع الثانية والثالثة) لذلك يجب أن تكون مرتبة أقل من رتبة 3.
المصفوفة
{\displaystyle A={\begin{bmatrix}1&1&0&2\\-1&-1&0&-2\end{bmatrix}}}
رتبة أ = عدد الصفوف × عدد الأعمدة = 2×3 .
أ 31 هي مدخلة الصف الأول والعمود الثالث = 1 .
أ 22 هي مدخلة الصف الثاني والعمود الثاني = 4 .
لدينا رتبة 1: هناك أعمدة غير صفرية، وبالتالي فإن رتبة إيجابية، ولكن أي زوج من الأعمدة يعتمد خطيا. وبالمثل، فإن تبديل أعمدة منقولة المصفوفة أ هو لإيجاد المقولة.
{\displaystyle A^{T}={\begin{bmatrix}1&-1\\1&-1\\0&0\\2&-2\end{bmatrix}}}
, i.e., rk(A) = rk(AT).

### علاقة رتبة مصفوفة برتبة تحويل خطي
في سياق تحويل خطي، تعبّر رتبة المصفوفة عن بُعد صورة التحويل الخطي المرتبط بها. إذا اعتبرنا تحويلًا خطيًا {\displaystyle T:\mathbb {K} ^{n}\to \mathbb {K} ^{m}} يُمثل بواسطة مصفوفة {\displaystyle A} من الحيز {\displaystyle m\times n}، فإن رتبة هذه المصفوفة، والتي تُرمز لها غالبًا بـ {\displaystyle \mathrm {rank} (A)}، تُمثل عدد الأعمدة المستقلة خطيًا، وتُساوي '''بُعد''' صورةالتحويل {\displaystyle \mathrm {Im} (T)}.
بصيغة أخرى، فإن رتبة المصفوفة تُحدّد عدد الأبعاد التي يُمكن للتّحويل الخطي المرتبط بلوغها انطلاقًا من فضاء الإنطلاق. وكلما زادت الرتبة، دلّ ذلك على أن التحويل يُغطي حيزًا أوسع من فضاء الوصول.

## مبرهنات
في نظرية المصفوفات و الجبر الخطي، توجد مجموعة من المبرهنات الأساسية التي تساهم في فهم أعمق لمفهوم رتبة المصفوفة. من أبرز هذه المبرهنات:
1. مبرهنة المصفوفات ذات الرتبة المنخفضة:

إذا كانت مصفوفة {\displaystyle A} ذات رتبة أقل من {\displaystyle \min(m,n)}، فإن الصفوف أو الأعمدة يمكن تمثيلها كتركيبات خطية من بعضها البعض. هذه المبرهنة تساعد في تحديد المصفوفات التي يمكن أن تكون متماثلة في البنية.
1. مبرهنة التغييرات الصفية والأعمدة:

يمكن تعديل المصفوفة عن طريق العمليات على الأعمدة (مثل التبديل أو ضربها بمعامل ثابت غير منعدم) دون تغيير رتبتها. هذه المبرهنة مفيدة في حساب الرتبة باستخدام طريقة الحذف لجاوس.
1. مبرهنة الرتبة و المعكوس:

لكل مصفوفة مربعة :
تكون مصفوفة A ذات الحيز n تقبل معكوس ضربي ، إذا، و فقط إذا كانت رتبها n.
تعتبر هذه المبرهنة عملية و سريعة للبرهنة أن مصفوفة تقبل معكوس ضربي.

### تاريخ
ظهر هذا المفهوم لأول مرة في سياق دراسة أنظمة المعادلات الخطية خلال القرن التاسع عشر. وقد كان الرياضي السويسري غابرييل كرامر من الأوائل الذين اشتغلوا على طرق حل المعادلات باستخدام المحددات، مما مهّد لفهم أعمق لبنية المصفوفات. لكن الصياغة الدقيقة لمفهوم الرتبة كما نعرفها اليوم تعود إلى أعمال جيمس جوزيف سيلفستر في منتصف القرن التاسع عشر، والذي قدّم فكرة "الرتبة" كمقياس مدى استقلال الأعمدة أو الصفوف خطيا.
لاحقًا، ومع تطور نظرية الفضاءات المتجهية وظهور التحويلات الخطية، أصبح لمفهوم الرتبة دور محوري في ربط الجبر الخطي بالهندسة الخطية. فرتبة المصفوفة أصبحت تُعبّر بدقة عن عدد الأبعاد التي يرسل إليها تحويل خطي معين، مما عزز من مكانتها كأداة أساسية في التحليل البنيوي للأنظمة الخطية.